# Ariovaldo Umbelino de Oliveira
Ariovaldo Umbelino de Oliveira (1947 – 2 de agosto de 2025) foi um professor universitário e geógrafo brasileiro.

## Vida acadêmica
O professor e Doutor em Geografia, e professor Livre-Docente da Faculdade de Filosofia, Letras e Ciencias Humanas, Departamento de Geografia Humana, da Universidade de São Paulo. Concentra sua produção acadêmica na área de Geografia Agrária.

## Livros publicados
- A Agricultura Camponesa no Brasil, Editora Contexto[1] ISBN 85-8513-499-2
- A Geografia das Lutas no Campo, Editora Contexto ISBN 85-8513-413-5[2]
- Geografia em Perspectiva, Editora Contexto[3] ISBN 85-7244-203-0
- Para onde vai o Ensino de Geografia?,  Editora Contexto ISBN 85-8513-432-1
- Geografias de São Paulo - 1, representação e crise da metrópole, Editora Contexto ISBN 85-7244-274-X
- Geografias de São Paulo - 2, a metrópole do século XXI, Editora Contexto ISBN 85-7244-275-8
- Geografias das Metrópoles, Editora Contexto ISBN 85-7244-321-5
- Integrar para Não Entregar, Editora Papirus[4]
- Amazonia: Monopolio, Expropriaçao e Conflitos, Editora Papirus
- Chiapas, Editora Paz e Terra
- Cuba, Editora Tica
- Modo Capitalista de Produção e Agricultura, Editora Ática ISBN 85-0801-165-2
- A Amazônia - Série Viagem pela Geografia, Editora Ática
- Estado Unidos, Editora Ática
- O Campo no Século XXI, Editora Paz e Terra
- Geografia do Brasil, EDUSP, ISBN 85-314-0242-5

## Prêmios Recebidos
- Prêmio Jabuti de Literatura, Câmara Brasileira do Livro, 1997.[5]